# Vivià (cònsol 463)
Flavi Antoni Messala Vivià (en grec: Βιβιανός; fl. 459–463) va ser un polític de l'Imperi Romà d'Orient.
Vivià va ser el pare de Pau (cònsol el 512) i Adamanci. La seva nomenclatura completa es troba en un monument de procedència incerta, on s'indica que tenia els rangs de vir illustris i patrici, i que havia estat prefecte del pretori i cònsol ordinari.
Va ser prefecte del pretori d'Orient entre el 459 i el 460. El 463 va ser nomenat cònsol per la cort oriental, però no va ser reconegut a Occident, on l'únic cònsol va ser Caecina Deci Basili.